# Coelotes amplilamnis
Coelotes amplilamnis là một loài nhện trong họ Amaurobiidae.
Loài này thuộc chi Coelotes. Coelotes amplilamnis được Kendo Saito miêu tả năm 1936.